# 歌川豊信
歌川 豊信（うたがわ とよのぶ、生没年不詳）とは、江戸時代の浮世絵師。

## 来歴
歌川豊春の兄または弟かといわれる。歌川の画姓を称し、作画期は安永の頃で夭折したという。歌川派風の美人画などを描いている。

## 作品
- 「見立五節句」　中判錦絵
- 「絵馬堂内」　柱絵錦絵